# Посак-э-Сен-Вивьен
Поса́к-э-Сен-Вивье́н (фр. Paussac-et-Saint-Vivien) — коммуна во Франции, находится в регионе Аквитания. Департамент — Дордонь. Входит в состав кантона Брантом. Округ коммуны — Перигё.
Код INSEE коммуны — 24319.

## География

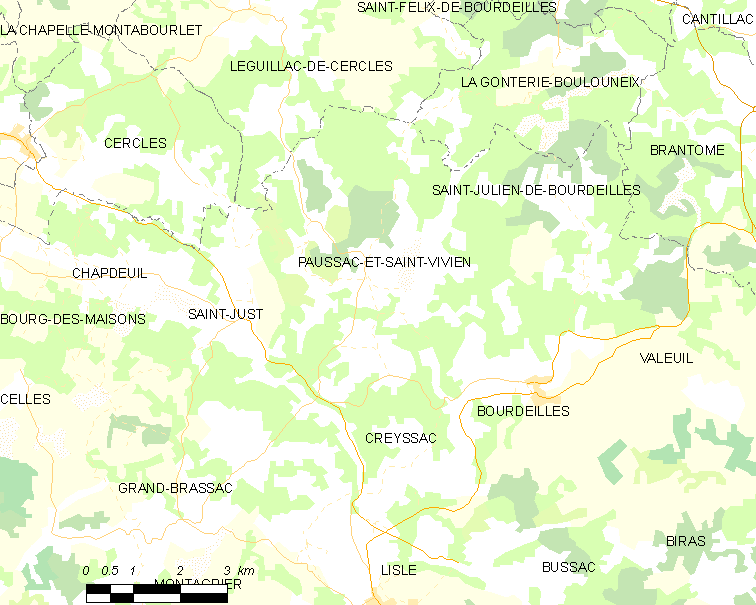
Карта коммуны

Коммуна расположена приблизительно в 420 км к югу от Парижа, в 105 км северо-восточнее Бордо, в 23 км к северо-западу от Перигё.

### Климат
Климат умеренный океанический со средним уровнем осадков, которые выпадают преимущественно зимой. Лето здесь долгое и тёплое, однако также довольно влажное, здесь не бывает регулярных периодов летней засухи. Средняя температура января — 5 °C, июля — 18 °C. Изредка вследствие стечения неблагоприятных погодных условий может наблюдаться непродолжительная засуха или случаются поздние заморозки. Климат меняется очень часто, как в течение сезона, так и год от года.

## Население
Население коммуны на 2010 год составляло 445 человек.
| 1962 | 1968 | 1975 | 1982 | 1990 | 1999 | 2010 |
| ---- | ---- | ---- | ---- | ---- | ---- | ---- |
| 510  | 474  | 477  | 399  | 383  | 392  | 445  |

## Администрация
| Период | Период | Фамилия          | Партия                  | Примечания |
| ------ | ------ | ---------------- | ----------------------- | ---------- |
| 1945   | 1987   | Пьер Андриё      | Социалистическая партия | инженер    |
| 1987   | 2008   | Андре Шарль      |                         |            |
| 2008   | 2020   | Жан-Пьер Девернь | беспартийный            | пенсионер  |

## Экономика
В 2010 году среди 259 человек трудоспособного возраста (15-64 лет) 192 были экономически активными, 67 — неактивными (показатель активности — 74,1 %, в 1999 году было 65,4 %). Из 192 активных жителей работали 171 человек (89 мужчин и 82 женщины), безработных было 21 (7 мужчин и 14 женщин). Среди 67 неактивных 10 человек были учениками или студентами, 38 — пенсионерами, 19 были неактивными по другим причинам.

## Достопримечательности
- Церковь Св. Тимофея (XII век). Исторический памятник с 1902 года[5]
- Замок Пеньефор (XIX век)
- Дольмен Перельвад (эпоха неолита). Исторический памятник с 1960 года[6]
- Дольмен Пер-д’Эрмаль (эпоха неолита). Исторический памятник с 1960 года[7]

## Фотогалерея

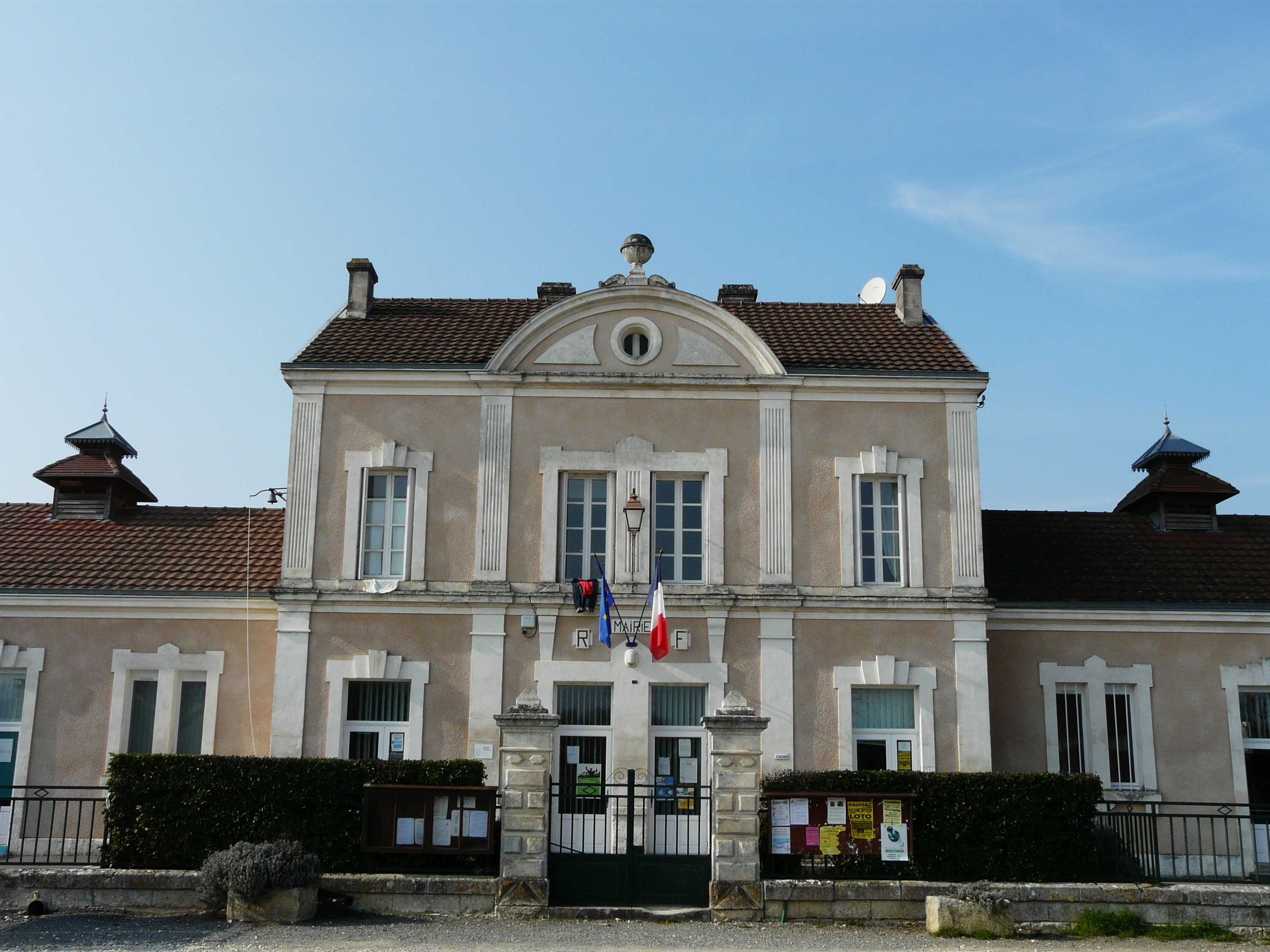
Мэрия
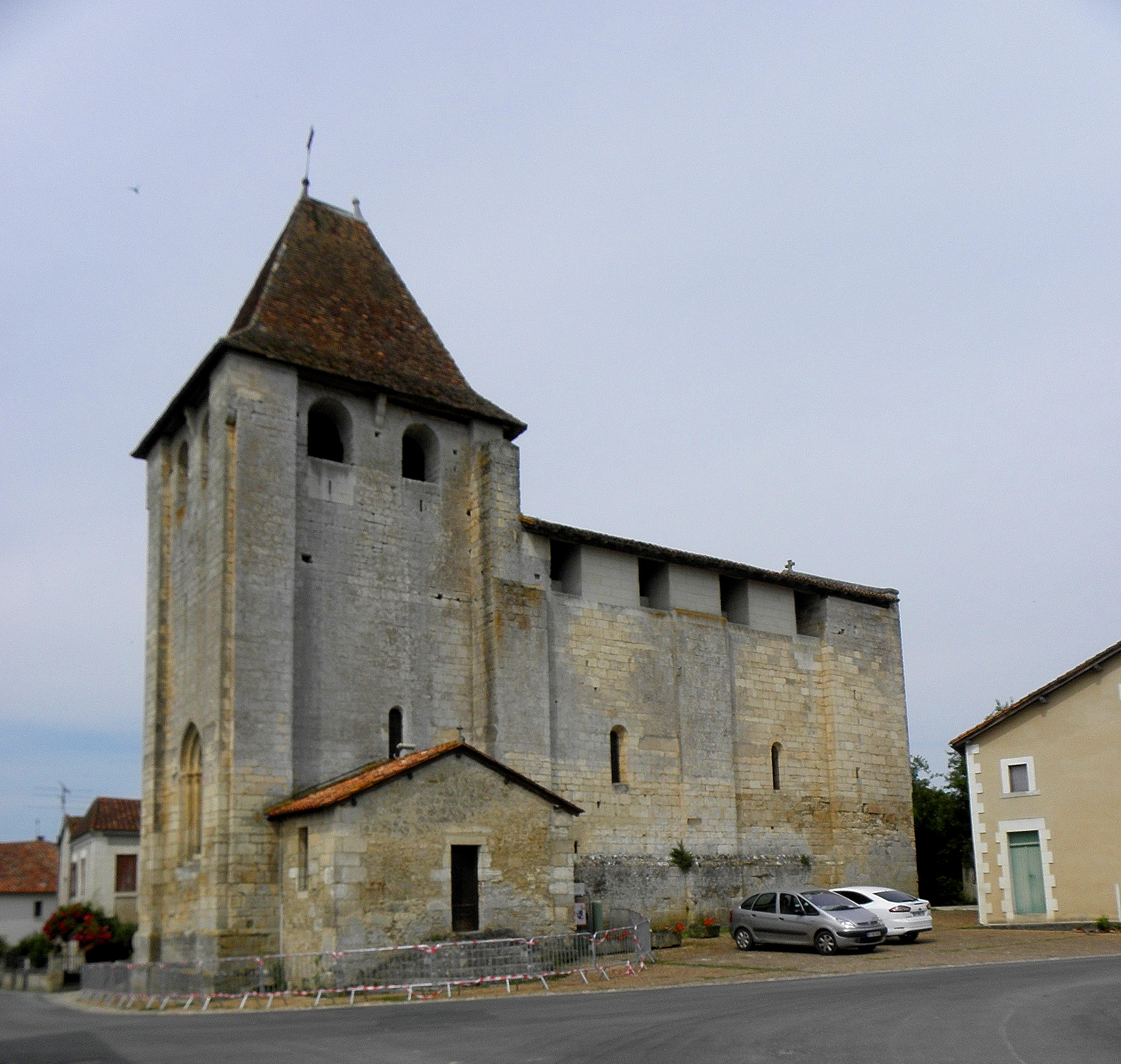
Церковь Св. Тимофея
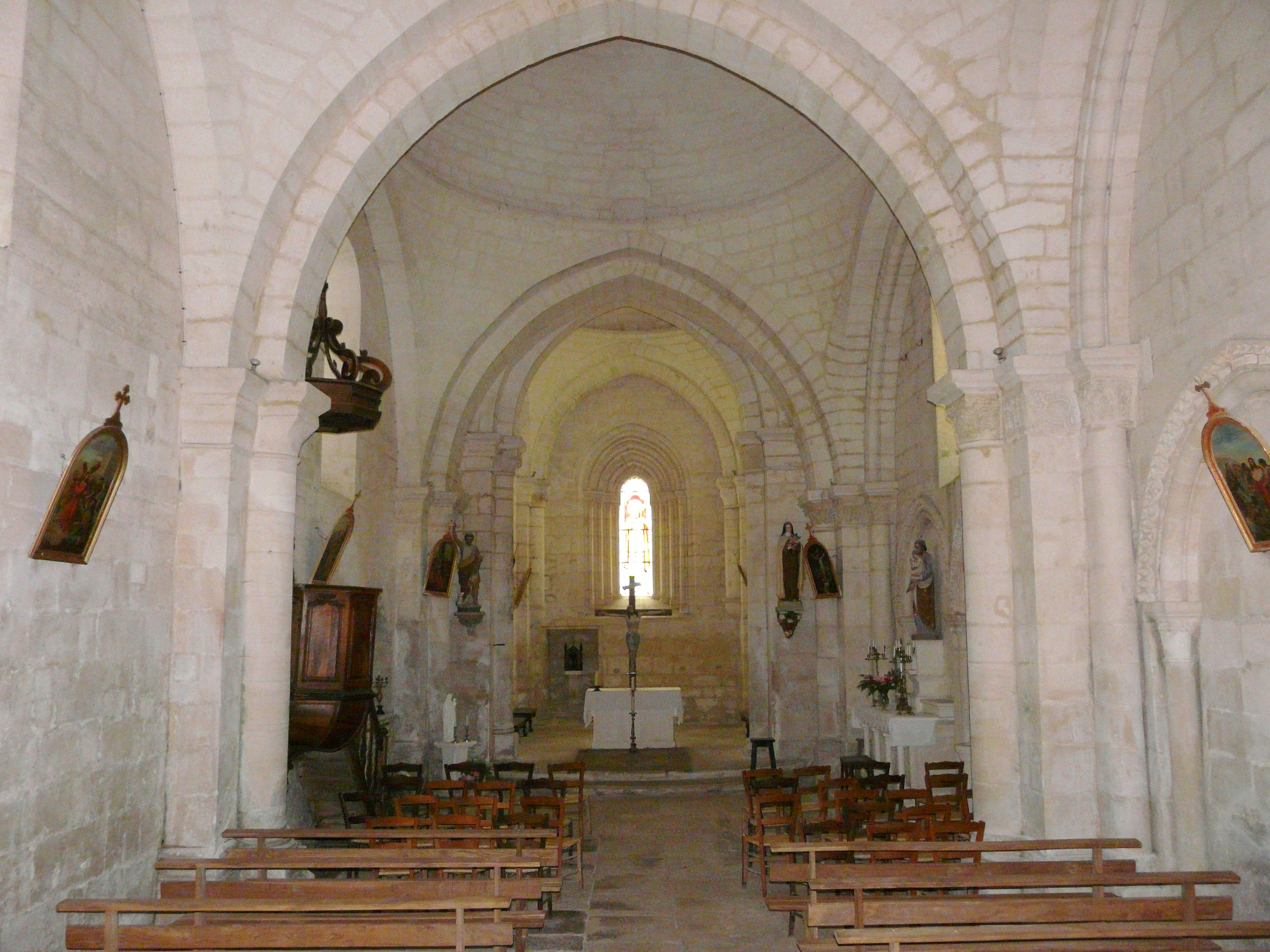
Интерьер церкви Св. Тимофея
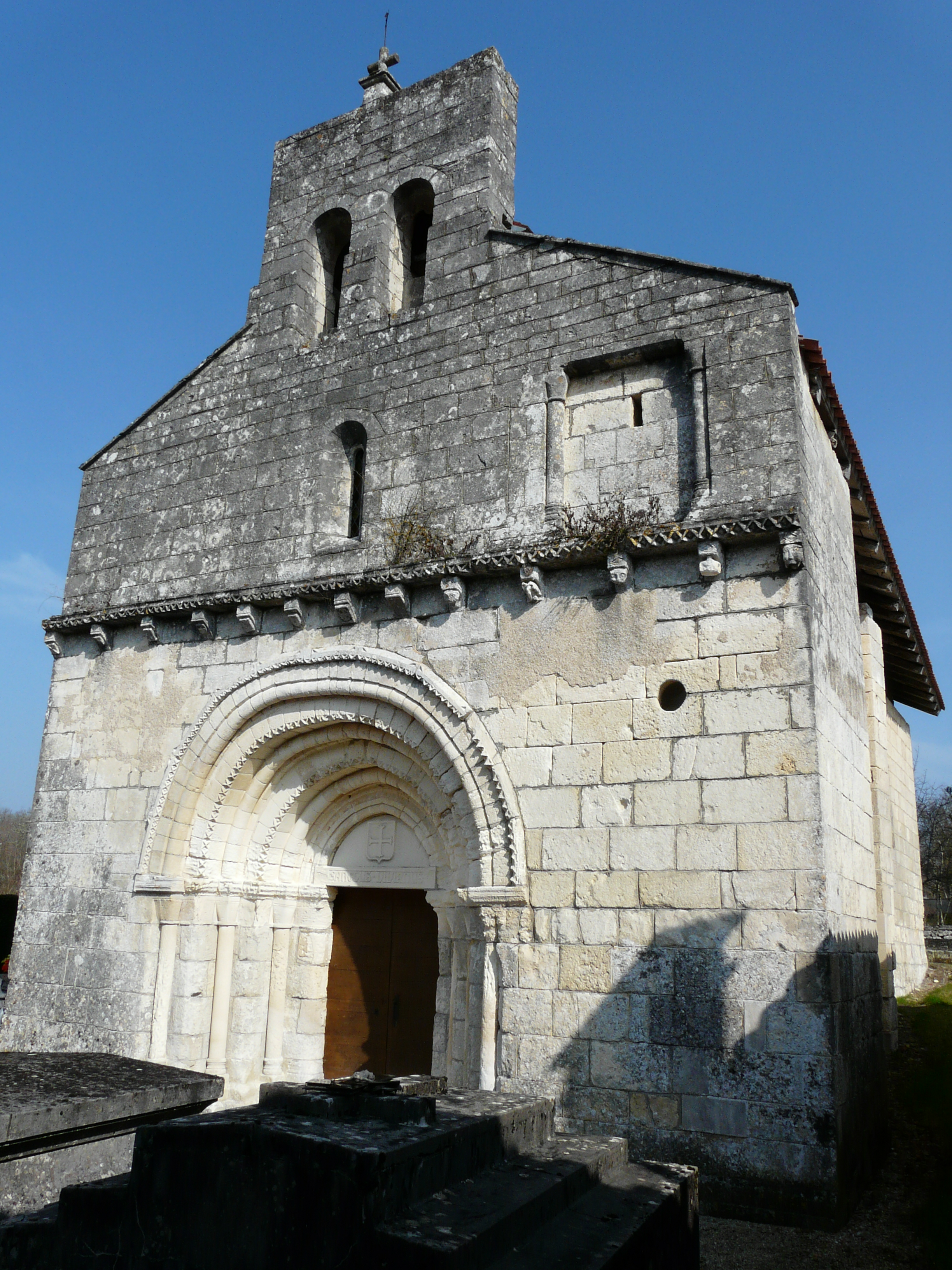
Церковь Св. Вивиана
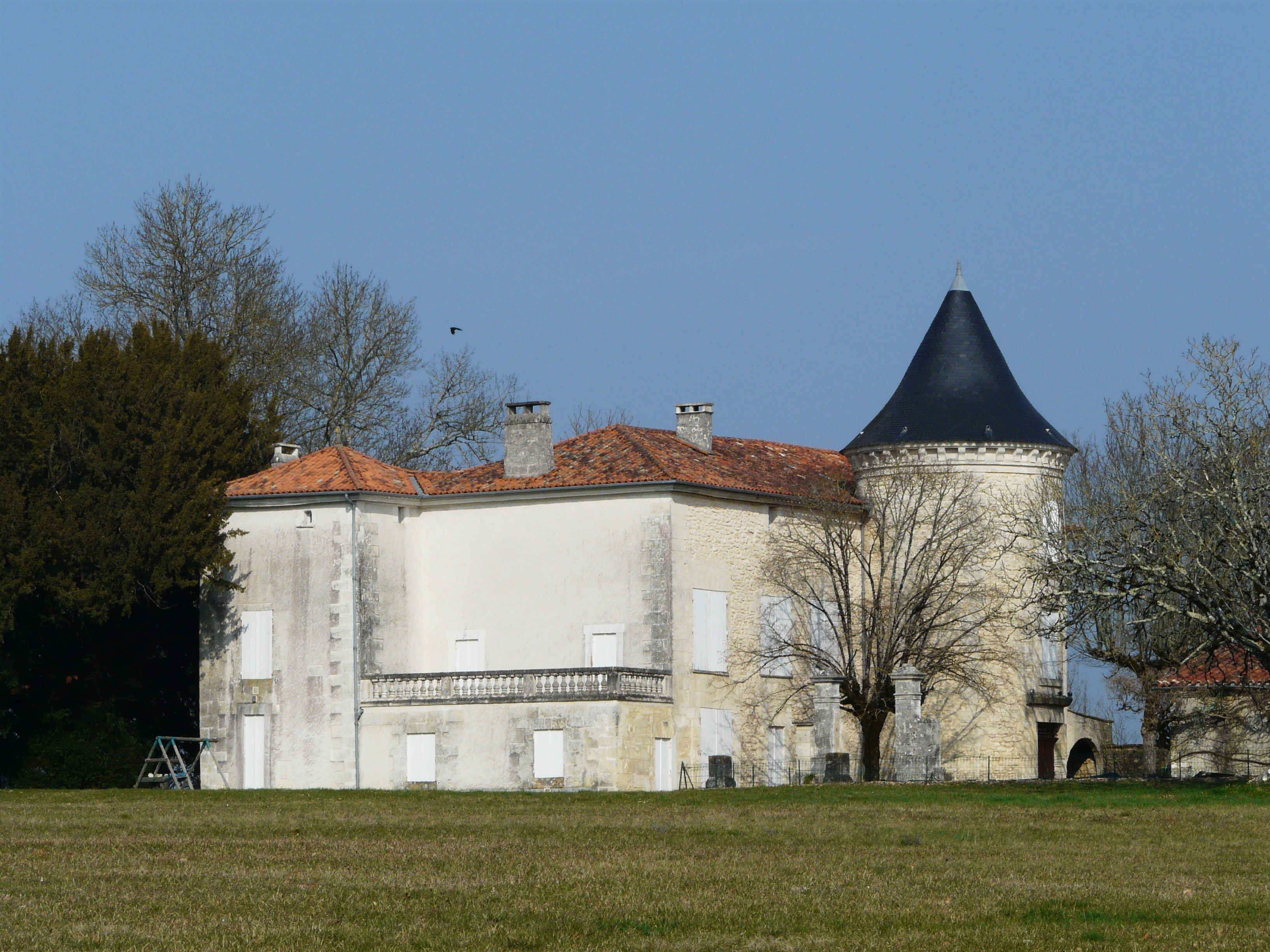
Замок Пеньефор
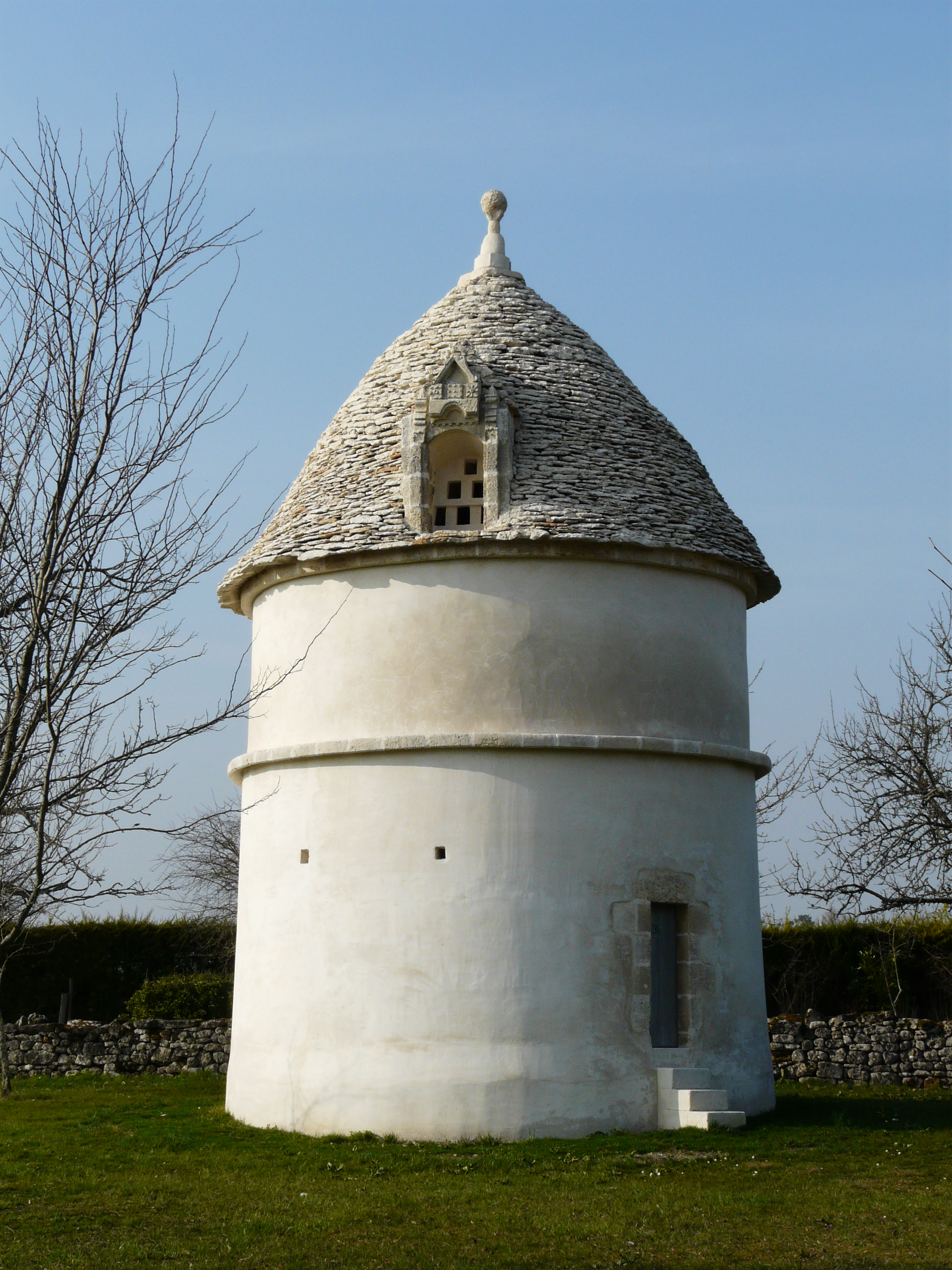
Голубятня
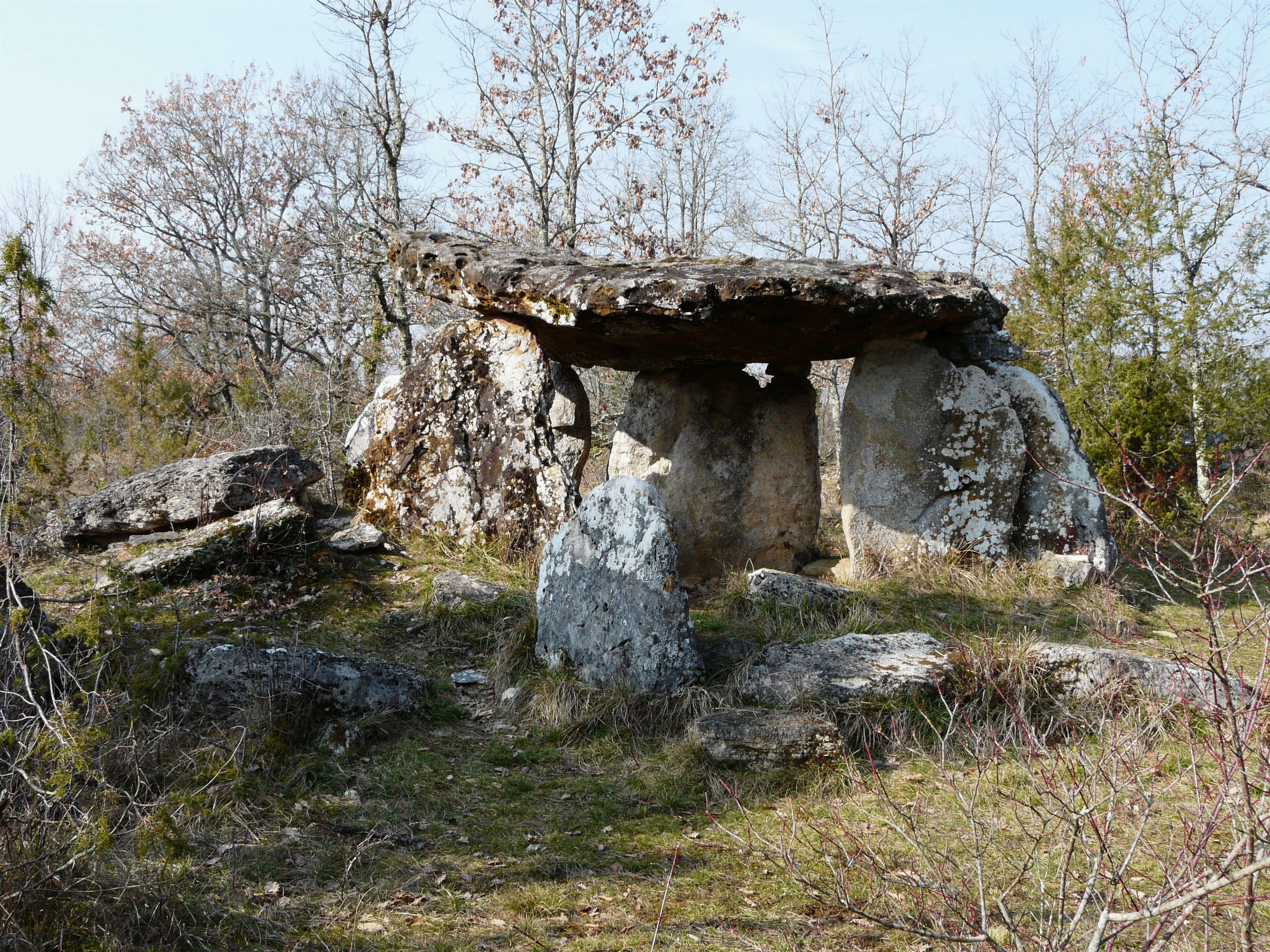
Дольмен Перельвад
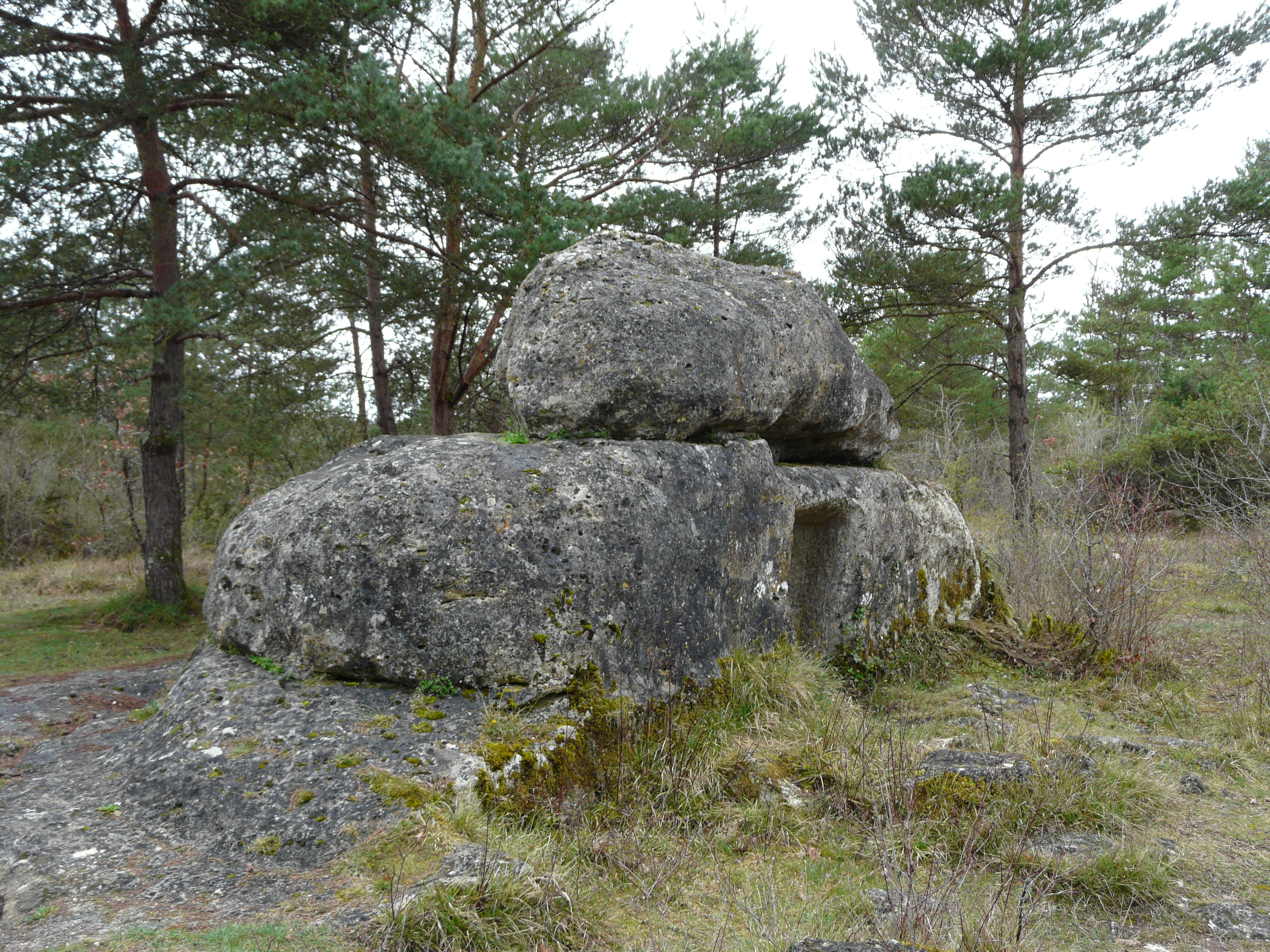
Дольмен Пер-д’Эрмаль
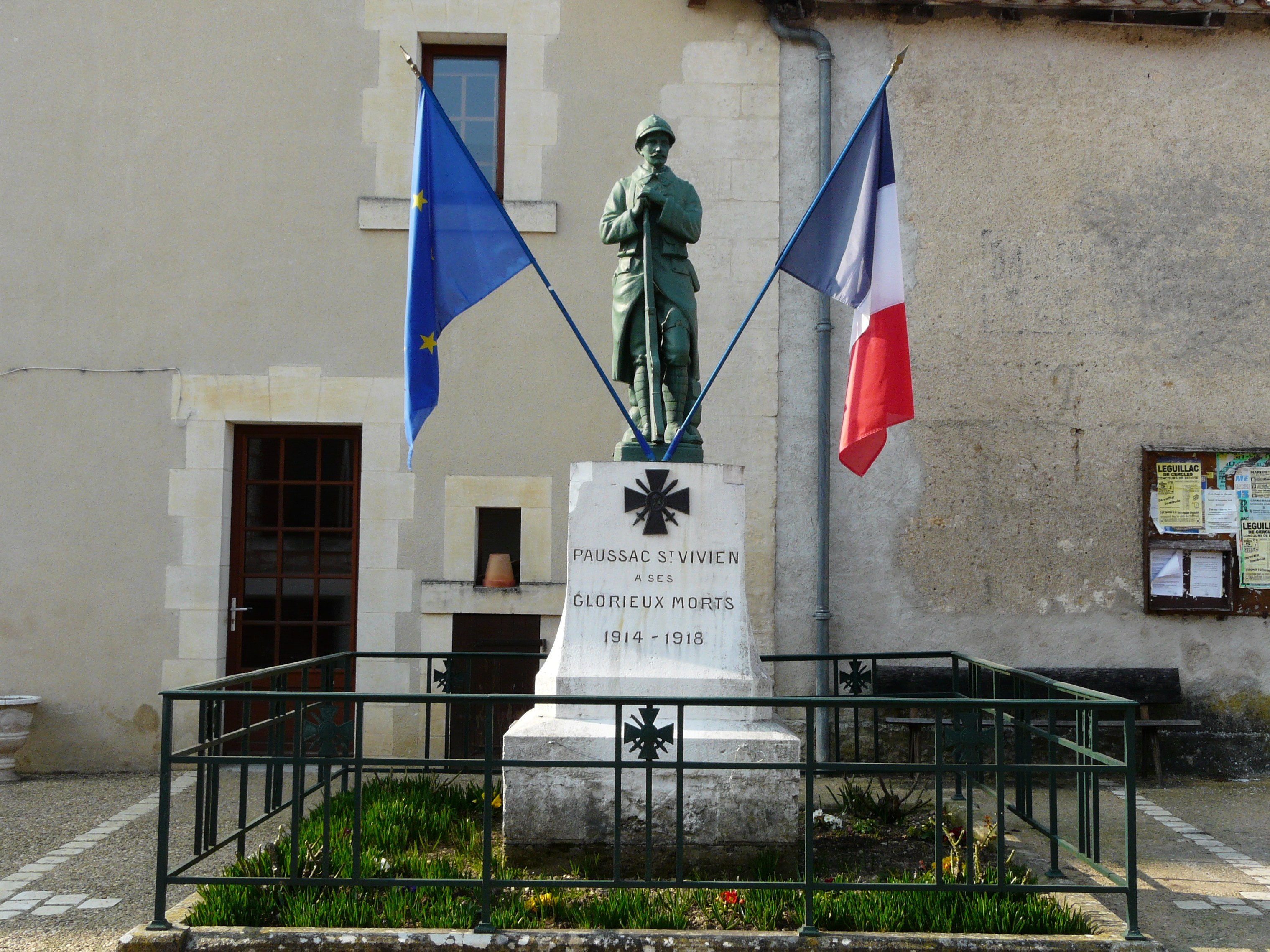
Военный мемориал
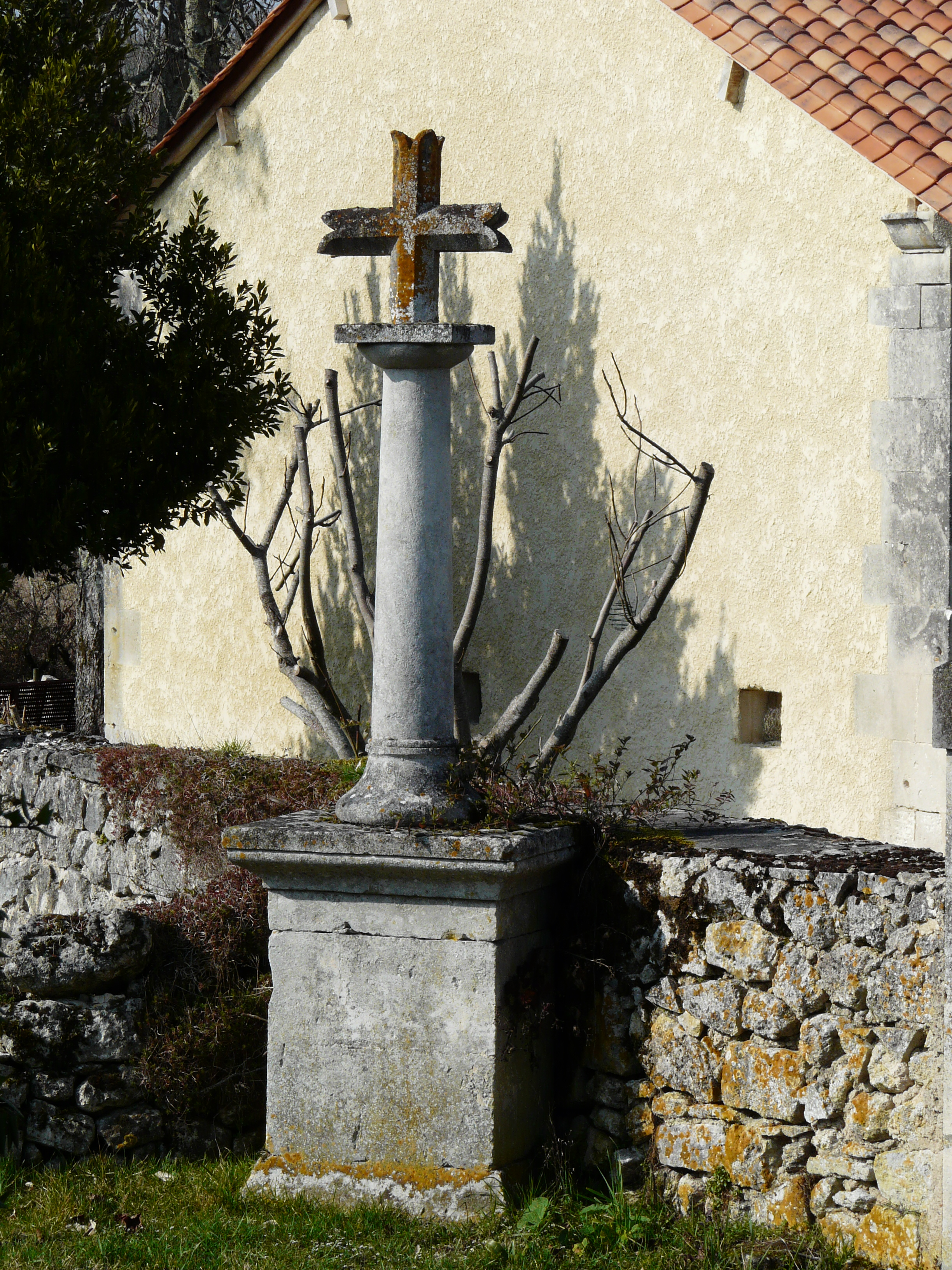
Крест
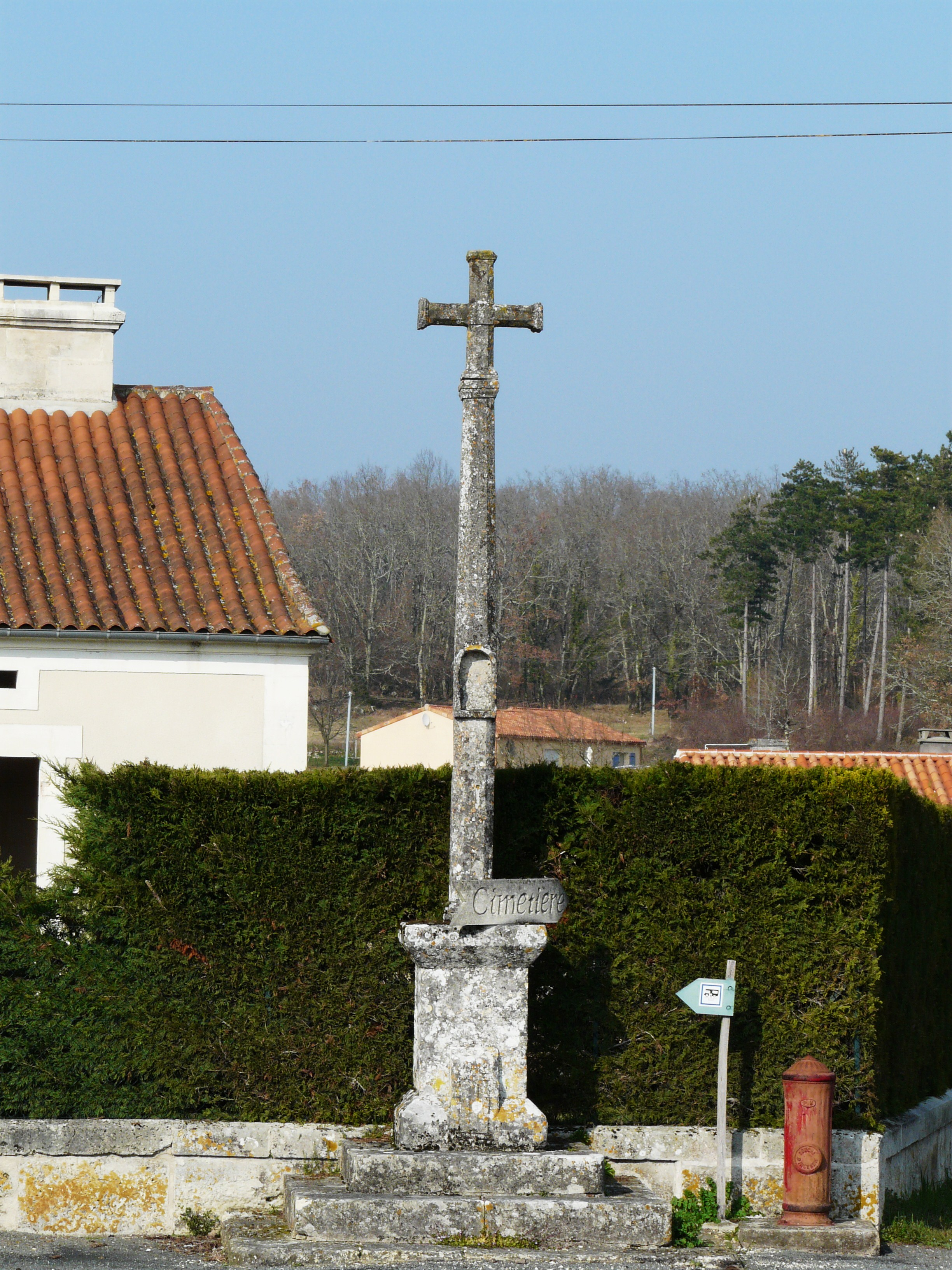
Крест
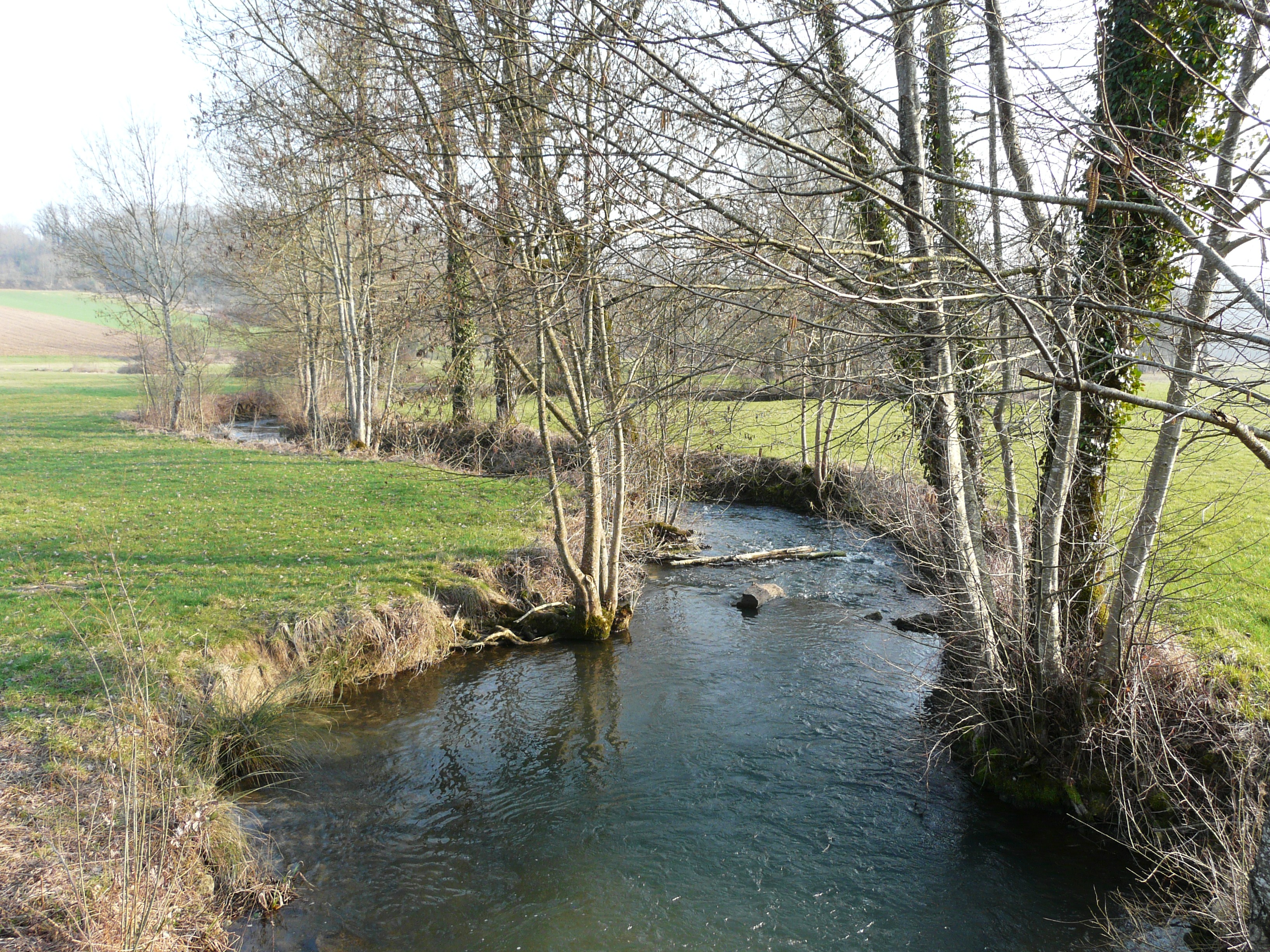
Река Булу
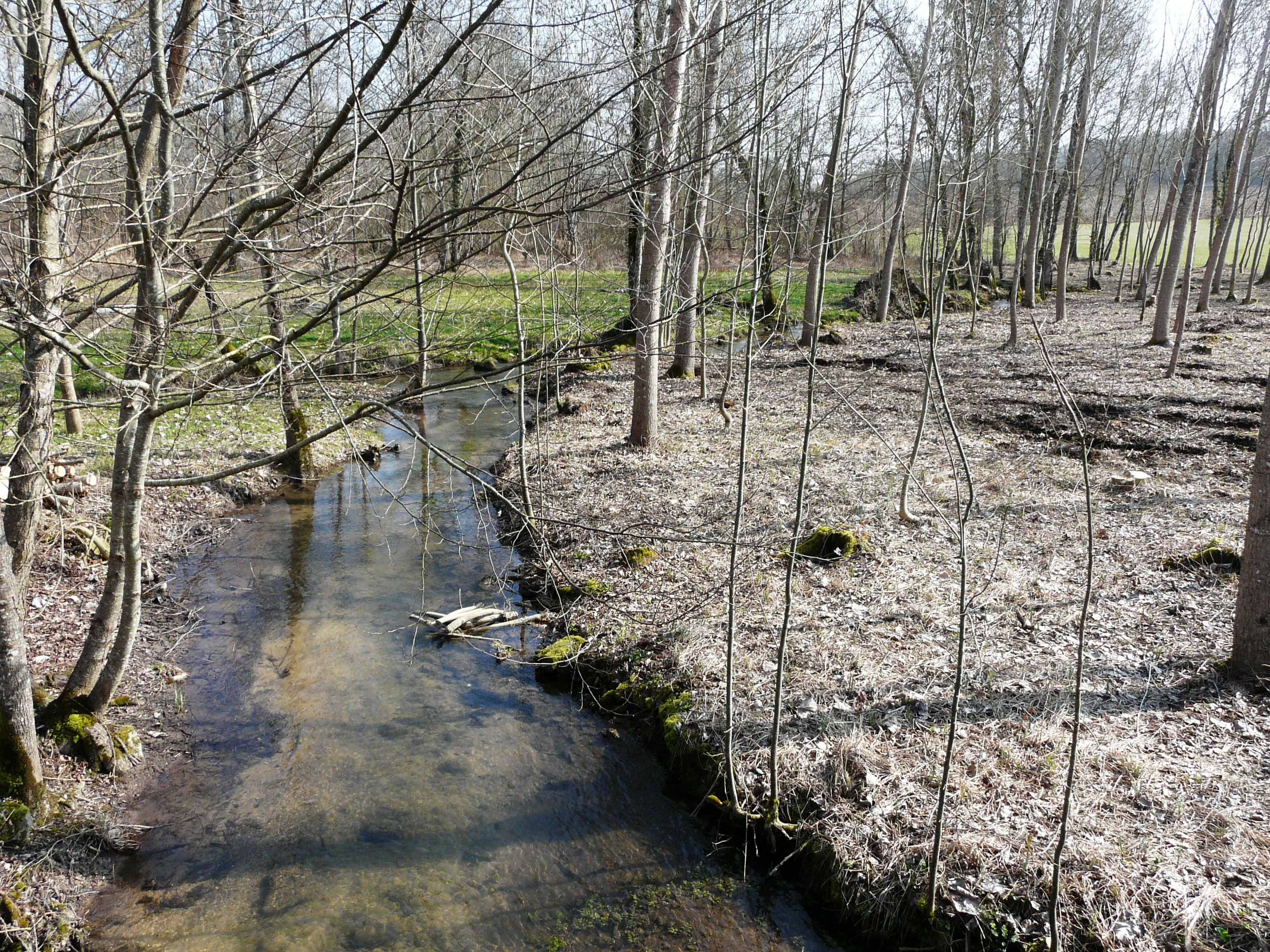
Река Эш